# Richard Wagner
Pour les articles homonymes, voir famille Wagner, Richard Wagner (homonymie) et Wagner.
Œuvres principales
- Opéras
  - Rienzi (1842)
  - Le Vaisseau fantôme (1843)
  - Tannhäuser (1845)
  - Lohengrin (1850)
  - Tristan et Isolde (1865)
  - Les Maîtres chanteurs de Nuremberg (1868)
  - L'Anneau du Nibelung ,
    - Prologue : L'Or du Rhin (1869)
    - Journée 1 : La Walkyrie (1870)
    - Journée 2 : Siegfried (1876)
    - Journée 3 : Le Crépuscule des dieux (1876)

  - Parsifal (1882)
- Wesendonck-Lieder (1858)
- Siegfried Idyll (1870)

Wilhelm Richard Wagner [ˈʁɪçaʁt ˈvaːɡnɐ] , né le 22 mai 1813 à Leipzig et mort le 13 février 1883 à Venise, est un compositeur, directeur de théâtre, écrivain, chef d'orchestre et polémiste allemand de la période romantique, particulièrement connu pour ses quatorze opéras et drames lyriques, dont les dix principaux sont régulièrement joués lors du Festival annuel qu'il a créé en 1876 et qui se déroule chaque été dans le palais des festivals de Bayreuth, conçu par lui-même pour l'exécution de ses œuvres. Il est aussi l'auteur de plus d'une vingtaine d'ouvrages philosophiques et théoriques.
Il compose lui-même la musique et le livret de ses opéras, dont Tristan und Isolde, considéré comme le point de départ des principales avancées que connaîtra la musique au XXe siècle, et L'Anneau du Nibelung, festival scénique en un prologue (L'Or du Rhin) et trois journées (La Walkyrie, Siegfried et Le Crépuscule des dieux), dont la conception bouscule délibérément les habitudes de l'époque pour aller, selon les propres termes de Wagner, vers un « art total », une œuvre d'art totale, un spectacle complet qui mêle danse, théâtre, poésie et arts plastiques, dans une mélodie continue utilisant des leitmotivs.
Sa vie bohème et fantasque lui fait endosser de multiples habits : révolutionnaire sans le sou, fugitif traqué par la police, homme à femmes, confident intime du roi Louis II de Bavière, critique et analyste musical, intellectuel – ami de Mikhaïl Bakounine – travaillé par l'antisémitisme de son époque qui sera utilisé, après sa mort et dans un contexte entièrement différent, par les nazis ; son comportement et ses œuvres laissent peu de gens indifférents. Aussi doué pour nouer des amitiés dans les cercles artistiques et intellectuels que pour les transformer en inimitiés, sachant créer le scandale comme l'enthousiasme, il suscite des avis partagés et souvent enflammés de la part de ses contemporains.
Ses conceptions artistiques avant-gardistes ont eu une influence déterminante dans l'évolution de la musique dès le milieu de sa vie.
Richard Wagner est considéré comme l'un des plus grands compositeurs d'opéras du XIXe siècle et occupe une place fondamentale dans l'histoire musicale occidentale.

## Biographie

### La jeunesse

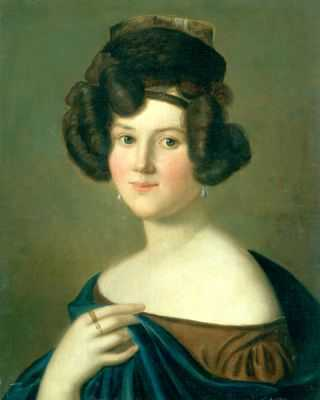
Wilhelmine « Minna » Planer, première épouse de Wagner, par Alexander von Otterstedt (1835).

Richard Wagner naît le 22 mai 1813 au no 3 de la rue Brühl au deuxième étage de l'hôtel Zum roten und weißen Löwen (« l'Hôtel du Lion Rouge et Blanc ») dans le quartier juif de Leipzig, seconde ville du royaume de Saxe. Il est le neuvième enfant du couple formé en 1798 par Carl Friedrich Wagner (1770–1813), greffier de la police municipale de Leipzig, homme cultivé, acteur et amateur de théâtre, et de Johanna Rosine Paetz (1774–1848), fille d'un boulanger, dénuée de culture mais ouverte intellectuellement. De famille protestante, Richard Wagner est baptisé à l’église Saint-Thomas de Leipzig le 16 août 1813 sous le nom de Wilhelm Richard Wagner. Son père meurt du typhus, séquelles de la bataille de Leipzig, six mois après sa naissance. Le 28 août 1814, sa mère épouse probablement l'ami de Carl Friedrich, l'acteur et dramaturge Ludwig Geyer. La famille Wagner emménage à Dresde dans le domicile de Geyer qui meurt en 1821, non sans avoir transmis au jeune Wagner sa passion pour le théâtre ainsi que son nom que Richard porte jusqu'à ses 14 ans, aussi pense-t-il certainement durant son enfance que Geyer est son père biologique. Dans le premier jet manuscrit de ses Mémoires, Mein Leben (« Ma Vie »), Wagner se présentait comme le fils de Ludwig Geyer. À l'initiative de Cosima Wagner, cette mention du père fut, par la suite et dans la version imprimée (1880 pour la première édition), supprimée et remplacée par le nom de Friedrich Wagner. Dans Le Cas Wagner, le philosophe allemand Friedrich Nietzsche le considère comme fils adultérin de Geyer avec des origines juives (Geyer étant considéré comme un patronyme juif en Allemagne), au point que, du vivant du compositeur, les humoristes viennois le qualifieront de « grand rabbin de Bayreuth ». Ainsi, l'antisémitisme de Richard Wagner pourrait provenir de ce douloureux secret de famille qu'il connaissait, l'enfant ayant développé une haine inconsciente envers son beau-père Ludwig Geyer, à l'instar de Mime, personnage de son opéra Der Ring des Nibelungen et figure du mauvais père,.
Richard suit une scolarité chaotique, sa famille déménageant au gré des engagements de sa sœur Rosalie (1803–1837), actrice : Leipzig, Dresde, Prague. Son oncle Adolf Wagner (1774–1835), philologue, exerce une forte influence sur sa formation intellectuelle, Richard y lisant dans sa bibliothèque les œuvres d'Homère, de Shakespeare, Dante, Gœthe. Il nourrit d'abord l'ambition de devenir dramaturge. En 1827, la famille Wagner retourne à Leipzig où Richard prend entre 1828 et 1831 des leçons d'harmonie avec le professeur de musique Christian Gottlieb Müller. Ayant commencé à apprendre la musique, il décide de l'étudier en s'inscrivant le 23 février 1831 à l'université de Leipzig où il trouve en Christian Theodor Weinlig (1780 – 1842), alors Thomaskantor de l'église Saint-Thomas, le mentor selon ses vœux. Parmi les compositeurs qui exercent sur lui à cette époque une influence notable, on peut citer Carl Maria von Weber, Ludwig van Beethoven et Franz Liszt.
En 1833, Wagner achève l'un de ses premiers opéras, Les Fées. Cette œuvre, dans laquelle l'influence de Carl Maria von Weber est importante, ne sera pas jouée avant plus d'un demi-siècle, en 1888. À la même époque, Wagner réussit à décrocher un poste de directeur musical à l'opéra de Wurtzbourg puis à celui de Magdebourg, ce qui le sort de quelques ennuis pécuniaires. En 1836, il compose La défense d'aimer, ou la Novice de Palerme, un opéra inspiré d'une pièce de William Shakespeare, Mesure pour mesure. L'œuvre est accueillie avec peu d'enthousiasme.
La même année, le 24 novembre 1836, Wagner épouse l'actrice Minna Planer. Le couple emménage alors à Königsberg puis à Riga, où Wagner occupe le poste de directeur musical. Après quelques semaines, Minna le quitte, avec sa fille Nathalie qu'elle avait eue à l'âge de 15 ans, le 31 mai 1837 pour un autre homme qui la laisse bientôt sans le sou. Elle retourne alors auprès de Wagner, mais leur mariage entre dans un délitement qui se termine dans la souffrance trente ans plus tard.

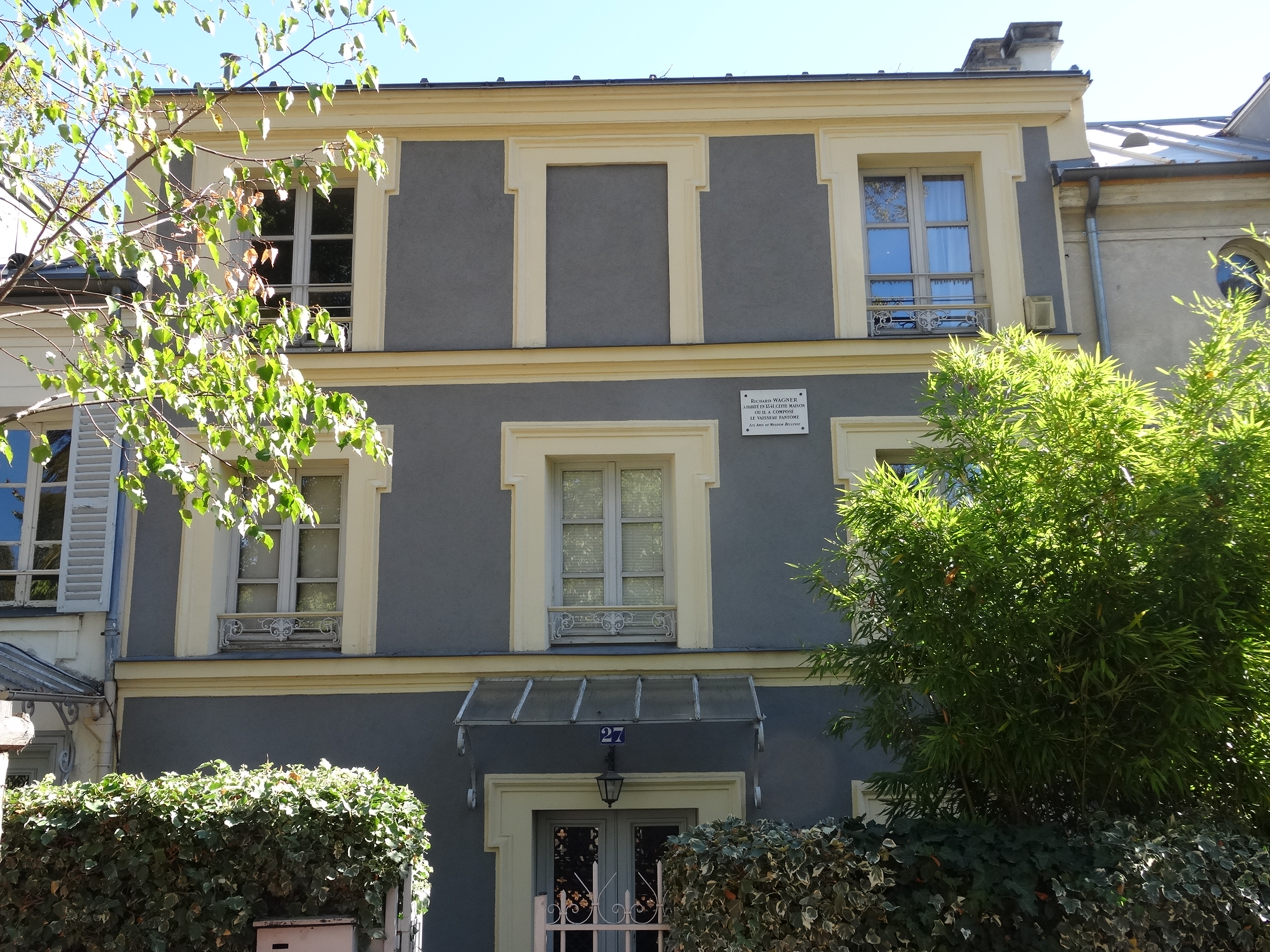
Maison à Meudon habitée en 1841 par Richard Wagner.

Avant même 1839, le couple est criblé de dettes et doit fuir Riga pour échapper aux créanciers (les ennuis d'argent tourmenteront Wagner le restant de ses jours). Pendant sa fuite à Londres, le couple est pris dans une tempête, ce qui inspire à Wagner Le Vaisseau fantôme. Le couple vit ensuite quelques années à Paris (Maison Wagner à Meudon) où Wagner gagne sa vie en réorchestrant les opéras d'autres compositeurs.

### Dresde

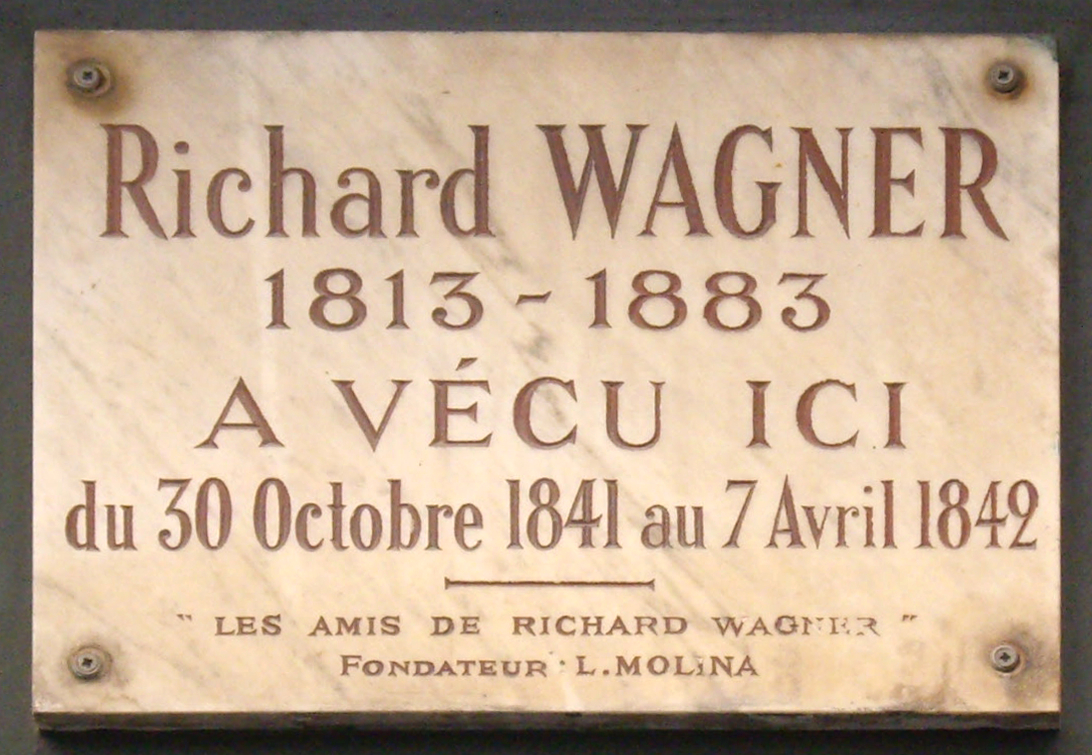
Plaque au no 14 rue Jacob (6e arrondissement de Paris), où il vit en 1841-1842.

En 1840, Wagner achève l'opéra Rienzi, le dernier des Tribuns. Il retourne en Allemagne avec Minna deux ans plus tard pour le faire jouer à Dresde, où il rencontre un succès considérable. Pendant six ans, Wagner exerce avec brio le métier de chef d'orchestre du grand théâtre de la ville et compose et met en scène Le Vaisseau fantôme et Tannhäuser et le tournoi des chanteurs à la Wartburg, ses premiers chefs-d'œuvre.
Le séjour dresdois du couple prend fin en raison de l'engagement de Wagner dans les milieux anarchistes. Dans les États allemands indépendants de l'époque, un mouvement nationaliste commence en effet à faire entendre sa voix, réclamant davantage de libertés ainsi que l'unification de la nation allemande. Wagner, qui met beaucoup d'enthousiasme dans son engagement, reçoit fréquemment chez lui des anarchistes, tels le Russe Bakounine.
Le mécontentement populaire contre le gouvernement saxon, largement répandu, entre en ébullition en avril 1849, quand le roi Frédéric-Auguste II de Saxe décide de dissoudre le parlement et de rejeter la nouvelle constitution que le peuple lui présente. En mai, une insurrection éclate (Wagner y participe, se dressant sur les barricades). La révolution naissante est rapidement écrasée par les troupes saxonnes et prussiennes et de nombreuses interpellations de révolutionnaires ont lieu. Le 16 mai 1849, la police de Dresde lance un mandat d'arrêt contre Wagner qui réussit à fuir, grâce à un passeport périmé fourni par un ami, d'abord à Paris, puis à Zurich (Suisse).

### Exil et influences conjuguées de Liszt, de Schopenhauer et de Mathilde Wesendonck
C'est en exil que Wagner passe les douze années suivantes. Ayant achevé Lohengrin avant l'insurrection de Dresde, il sollicite son ami Franz Liszt, le priant de veiller à ce que cet opéra soit joué en son absence. Liszt, en bon ami, dirige lui-même la première à Weimar, le 28 août 1850.
Wagner se trouve néanmoins dans une situation très précaire, à l'écart du monde musical allemand, sans revenu et avec peu d'espoir de pouvoir faire représenter les œuvres qu'il compose. Sa femme Minna, qui a peu apprécié ses derniers opéras, s'enfonce peu à peu dans une profonde dépression.
Pendant les premières années qu'il passe à Zurich, Wagner produit des essais (L'Œuvre d'art de l'avenir, Opéra et Drame) ainsi qu'un ouvrage antisémite, Le Judaïsme dans la musique. Avec L'Œuvre d'art de l'avenir, il présente une nouvelle conception de l'opéra, la Gesamtkunstwerk ou « œuvre d'art totale ». Il s'agit de mêler de façon indissociable la musique, le chant, la danse, la poésie, le théâtre et les arts plastiques.
Au cours des années qui suivent, Wagner utilise trois sources d'inspiration indépendantes pour mener à bien son opéra révéré entre tous, Tristan et Isolde.

#### Inspiration par Liszt
Musicalement, il est influencé en particulier par son ami Liszt, ce qu'il refusera toujours de reconnaître publiquement. Ainsi, en juin et août 1859, peu après les premières auditions du prélude de Tristan und Isolde, le musicologue Richard Pohl fait paraître un panégyrique dans lequel il attribue directement à Liszt la substance harmonique de l’œuvre. Le 7 octobre, Wagner écrit à Bülow : « Il y a nombre de sujets sur lesquels nous sommes tout à fait francs entre nous ; par exemple que je traite l’harmonie de manière tout à fait différente depuis que je me suis familiarisé avec les compositions de Liszt. Mais quand l’ami Pohl le révèle au monde entier, qui plus est en tête d’une notice sur mon prélude, c’est pour moi une indiscrétion ; ou dois-je penser que c’est une indiscrétion autorisée. »

#### Inspiration par Schopenhauer
Philosophiquement, la première source d'inspiration de Wagner est Schopenhauer. Wagner prétendra plus tard que cette expérience est le moment le plus important de sa vie[réf. nécessaire]. L'admiration n'est cependant pas réciproque. La philosophie de Schopenhauer, axée sur une vision pessimiste de la condition humaine, est très vite adoptée par Wagner. Ses difficultés personnelles ne sont vraisemblablement pas étrangères à cette adhésion. Il restera toute sa vie un fervent partisan de Schopenhauer, même quand sa situation personnelle sera moins critique.
Selon Schopenhauer, la musique joue un rôle central parmi les arts car elle est le seul d'entre eux qui n'ait pas trait au monde matériel. Cette opinion trouve un écho en Wagner qui l'adopte très vite, malgré l'incompatibilité apparente avec ses propres idées selon lesquelles c'est la musique qui est au service du drame. Quoi qu'il en soit, de nombreux aspects de la doctrine de Schopenhauer transparaîtront dans ses livrets ultérieurs : Hans Sachs, le poète cordonnier des Maîtres chanteurs, est une création typiquement schopenhauerienne[précision nécessaire].

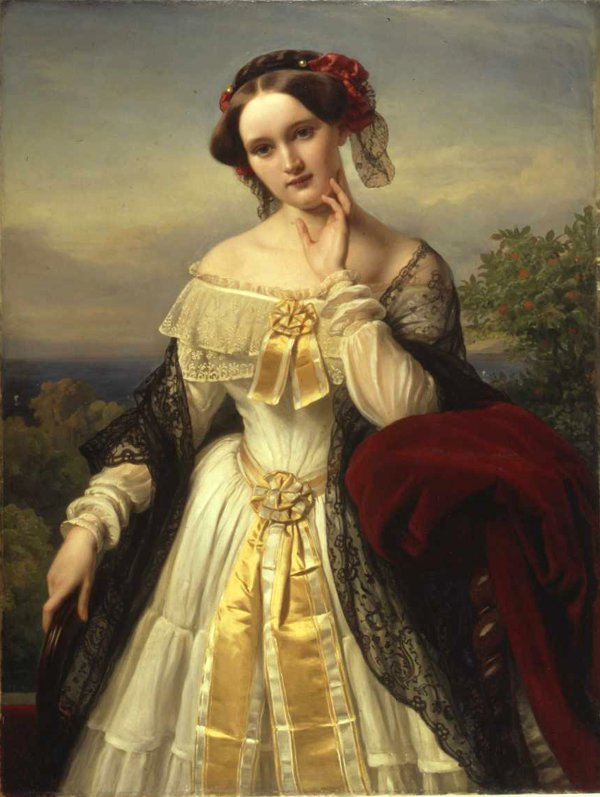
Mathilde Wesendonck, par Karl Ferdinand Sohn (1850).

C'est sous l'influence de Schopenhauer (fortement influencé par la philosophie indienne, le védanta et le bouddhisme) que Richard Wagner devient végétarien et défenseur de la cause animale dont il développera une apologie dans Art et Religion. Il transmettra plus tard, mais temporairement, ce point de vue à Nietzsche.
Selon Élisabeth de Fontenay, le Parsifal de Wagner illustre ce thème, où « le héros, d'abord (...) mal dégrossi, accède à la pitié (...) en contemplant un cygne qu'il a blessé de sa flèche. C'est la souffrance animale qui sera son initiatrice, et Wagner n'hésite pas à rapprocher du Dieu supplicié l'animal martyrisé. [Cette] analogie s'origine (...) dans une irrépressible compassion pour les bêtes et dans la reconnaissance de la commune innocence qui apparente tous les animaux, même sauvages ou nuisibles, au Dieu qui prend sur lui les péchés du monde. »
Dans son Journal, Wagner raconte combien il répugnait à passer devant la boutique d'un boucher, tueur de volaille ; soulignant : « Si je ressens une souffrance comme profonde, c'est que ma sensibilité à moi est profonde (...). Ainsi ma sensibilité fait-elle une vérité de la souffrance d'un autre. Plus l'être dont je puis partager la douleur est petit, plus grand se manifeste le cercle de ma capacité émotive. »

#### Inspiration par Mathilde Wesendonck
L'autre source d'inspiration de Wagner pour Tristan et Isolde est la poétesse et écrivaine Mathilde Wesendonck, femme du riche marchand Otto Wesendonck. Il rencontre le couple à Zurich en 1852. Otto, grand admirateur de Wagner, met à sa disposition en avril 1857 une petite maison de sa propriété, « l’Asile ». Au bout de quelques années, Wagner s'éprend de Mathilde mais, bien qu'elle partage ses sentiments, elle n'a pas l'intention de compromettre son mariage. Aussi tient-elle son mari informé de ses contacts avec Wagner[réf. nécessaire]. On ne sait pas néanmoins si cette liaison a été uniquement platonique. Wagner n'en laisse pas moins de côté, brusquement, la composition de la Tétralogie — qu'il ne reprend que douze ans plus tard — pour commencer à travailler sur Tristan et Isolde. Cette œuvre, issue d'une crise psychosomatique déclenchée par cet amour non réalisable, correspond à la perfection au modèle romantique d'une création inspirée par des sentiments contrariés. Du reste, deux des Wesendonck-Lieder, Träume et Im Treibhaus, composés d'après les poèmes de Mathilde, seront repris, étoffés, dans l'opéra. Träume donnera « Descend sur nous nuit d'extase » et Im Treibhaus l'inquiétant prélude du troisième acte et ses sombres accords confiés aux violoncelles et contrebasses.

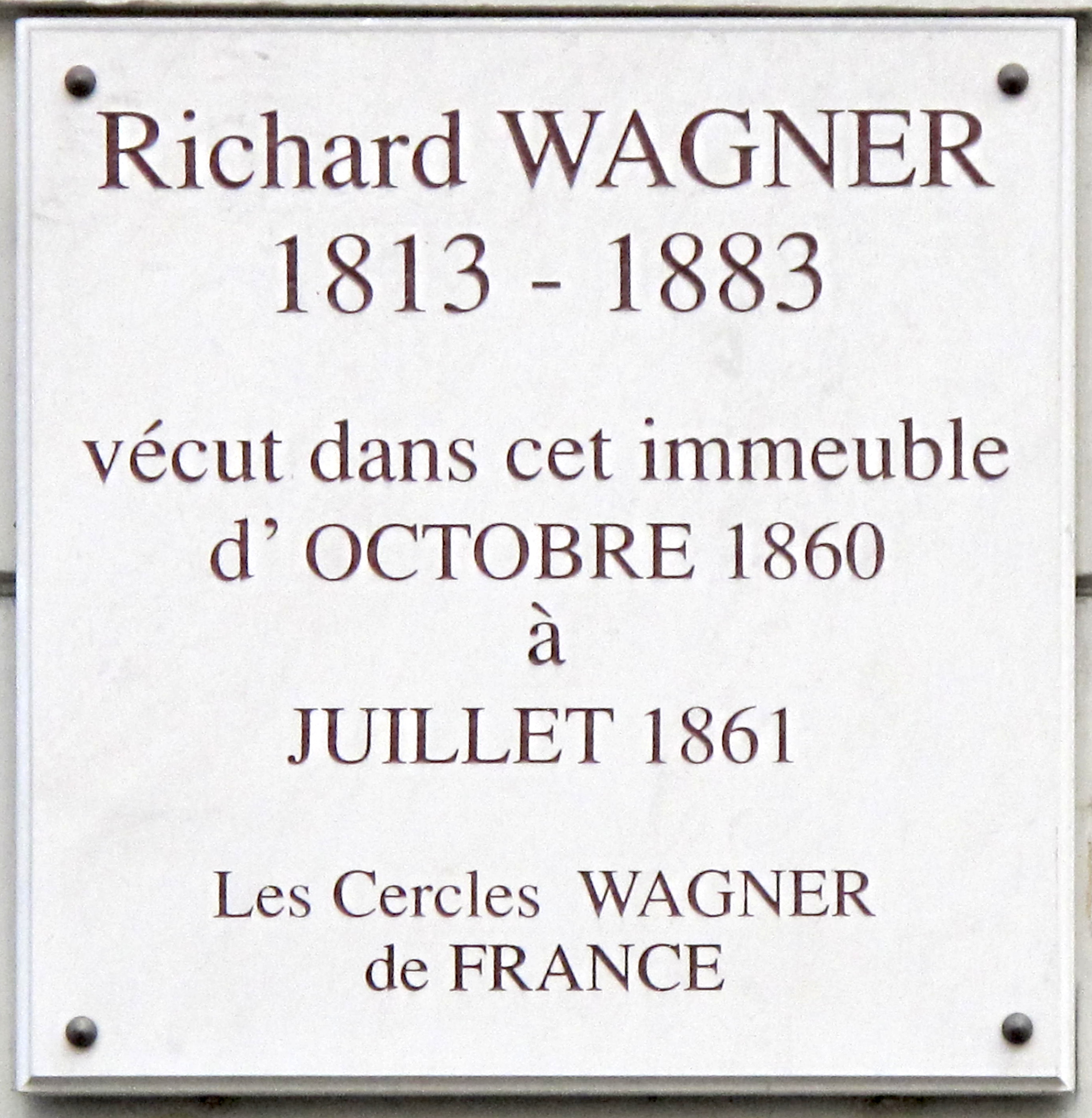
Plaque commémorative au 3, rue d’Aumale (9e arrondissement de Paris), où Wagner séjourne d’octobre 1860 à juillet 1861.

Le 7 avril 1858, Minna intercepte une lettre enflammée de Wagner à Mathilde. Le couple décide de se séparer : Minna est envoyée faire une cure aux eaux de Brestenberg, les Wesendonck quittent Zurich pour Venise tandis que Wagner reste à Zurich pour continuer son Tristan et Isolde. Minna et les époux Wesendonck revenus, les tensions entre les deux couples deviennent trop fortes dans « l’Asile », aussi Minna quitte le domicile familial pour Dresde et Richard part à son tour pour Venise, sa course s'achevant au palais Giustinian (it) qu'il a loué pour quelques jours. L'année suivante, il retourne à Paris afin de superviser le montage d’une nouvelle version de Tannhäuser, en français, à l’opéra Le Peletier. Trois représentations, en mars 1861, provoquent un scandale mémorable : Wagner annule les suivantes et quitte la ville.
Quand il peut enfin retourner en Allemagne, Wagner s’installe à Biebrich, où il commence à travailler sur Les Maîtres chanteurs de Nuremberg. Cet opéra est de loin son œuvre la plus joyeuse. Sa seconde femme, Cosima, écrira plus tard : « Puissent les générations futures, en cherchant du rafraîchissement dans cette œuvre unique, avoir une petite pensée pour les larmes qui ont mené à ces sourires ! [réf. nécessaire] ». En 1862, Wagner se sépare de Minna, mais il continue de la soutenir financièrement jusqu’à sa mort, en 1866 (ou du moins ses créanciers le feront-ils).

### Sous le patronage du roi Louis II de Bavière

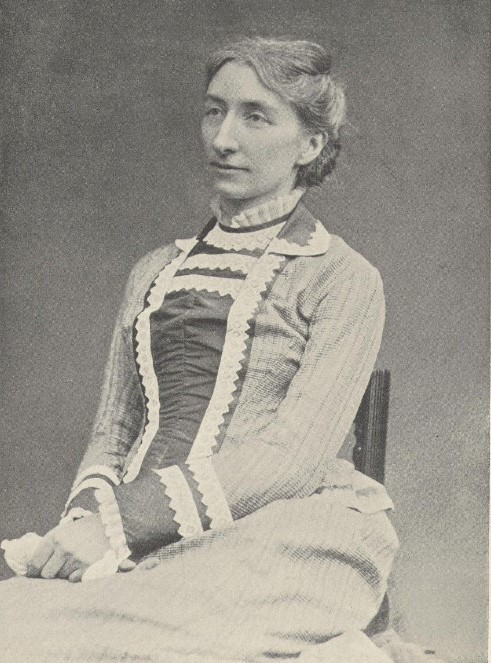
Cosima Wagner, deuxième épouse du compositeur (1877).

La carrière de Wagner prend un virage spectaculaire en 1864, lorsque le roi Louis II accède au trône de Bavière, à l'âge de 18 ans. Le jeune roi, qui admire les opéras de Wagner depuis son enfance, décide en effet de faire venir le compositeur à Munich : leur rencontre le 4 mai 1864 au palais de la Résidence met fin aux soucis financiers de Wagner qui ne parvenait toujours pas à vivre de ses droits d’auteur, le roi devenant son mécène. Le journal du roi ainsi que des lettres montrent son homosexualité et son adoration passionnée de Wagner dont il est probablement amoureux, sans qu'on puisse en conclure à une liaison entre les deux hommes. Il règle ses dettes considérables (son amour du luxe et des femmes fait qu'il accumule continuellement les dettes[réf. nécessaire]) et s'arrange pour que son nouvel opéra, Tristan et Isolde, puisse être monté. Malgré les énormes difficultés rencontrées lors des répétitions, la première a lieu le 10 juin 1865 et rencontre un succès retentissant.
Wagner se trouve ensuite mêlé à un scandale du fait de sa liaison avec Cosima von Bülow. Il s'agit de la femme de Hans von Bülow, un fervent partisan de Wagner, qui a œuvré comme chef d'orchestre pour Tristan et Isolde. Cosima est la fille de Franz Liszt et de la comtesse Marie d'Agoult, et est de vingt-quatre ans la cadette de Wagner. En avril 1865, elle accouche d'une fille naturelle qui est prénommée Isolde. La nouvelle s'ébruite rapidement et scandalise tout Munich. Pour ne rien arranger, Wagner tombe en disgrâce auprès des membres de la Cour qui le soupçonnent d'influencer le jeune roi. En décembre 1865, Louis II est contraint de demander au compositeur de quitter Munich. En effet, la population munichoise pense que le roi dépense trop d'argent pour Wagner, se rappelant la relation dispendieuse qu'avait le grand-père du roi, Louis Ier de Bavière, avec sa maîtresse Lola Montez. Cela vaut à Wagner d'être surnommé « Lolus » par les Munichois. Louis II caresse l'idée d'abdiquer pour suivre son héros en exil, mais Wagner l'en aurait rapidement dissuadé.
Wagner part s'installer à Tribschen, près de Lucerne, sur les bords du lac des Quatre-Cantons. Son opéra Les Maîtres chanteurs de Nuremberg est achevé en 1867 et présenté à Munich le 21 juin de l'année suivante. En octobre, Cosima convainc son mari de divorcer. Le 25 août 1870, elle épouse Wagner qui, deux mois plus tard, compose l’Idylle de Siegfried pour son anniversaire. Ce second mariage dure jusqu'à la mort du compositeur. Ils ont une autre fille, Eva, et un fils prénommé Siegfried, qui doit son nom à l'opéra Siegfried, auquel travaille Wagner au moment de sa naissance.

### Bayreuth
Une fois installé dans sa nouvelle vie de famille, Wagner met toute son énergie à terminer la Tétralogie. Devant l'insistance de Louis II, on donne à Munich des représentations séparées (première de L'Or du Rhin le 22 septembre 1869 et première de La Walkyrie le 26 juin 1870). Mais Wagner tient à ce que le cycle complet soit réuni dans un opéra spécialement conçu à cet effet.

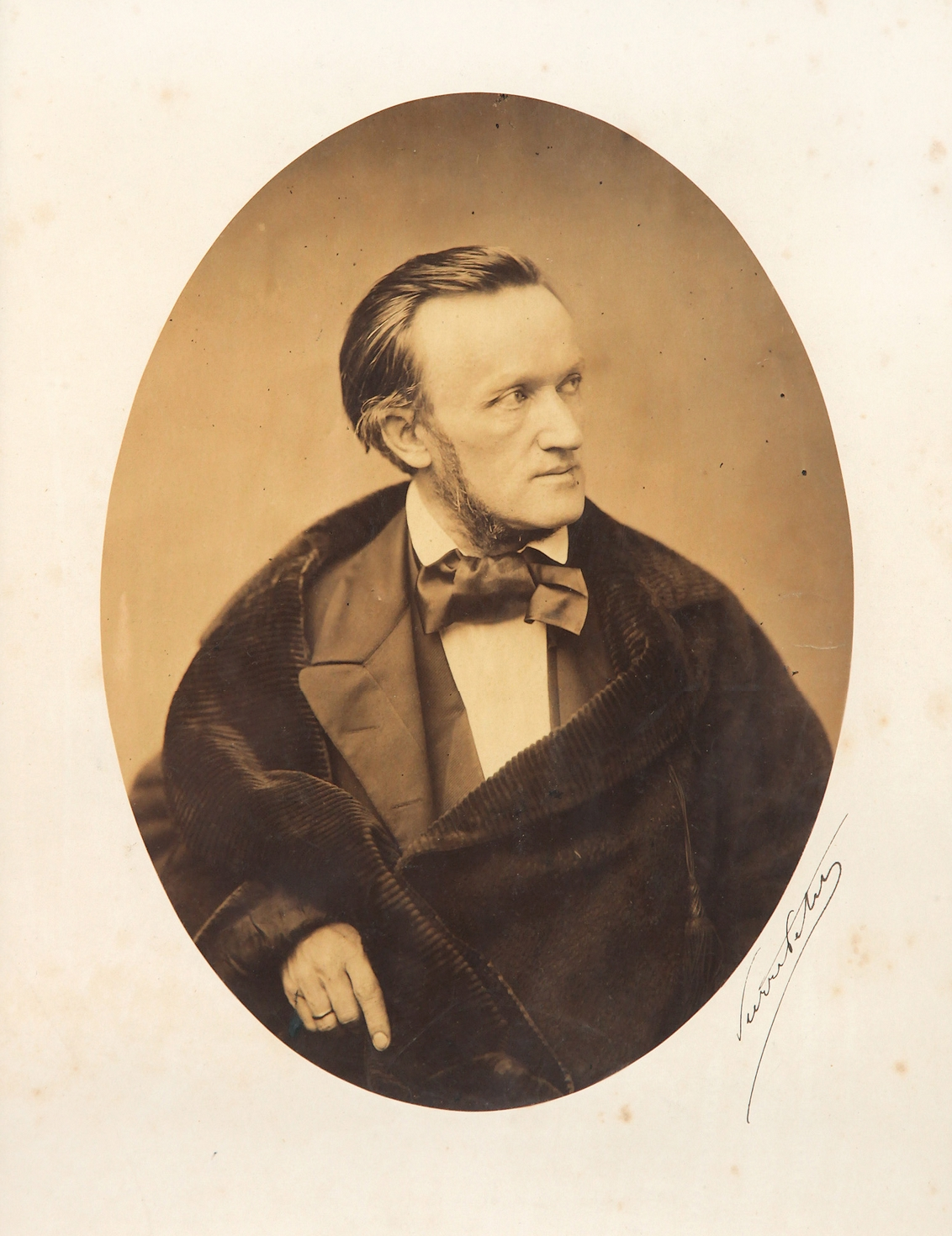
Richard Wagner photographié par Pierre Petit en 1861.

En 1871, il choisit la petite ville de Bayreuth pour accueillir sa nouvelle salle d'opéra. Les Wagner s'y rendent l'année suivante et la première pierre du Festspielhaus (« Palais des festivals ») est posée. Louis II et la baronne Marie von Schleinitz, une des proches amies des Wagner, s'investissent pour aider à financer le bâtiment. Afin de rassembler les fonds pour la construction, Wagner entreprend également une tournée de concerts à travers l'Allemagne et diverses associations de soutien sont créées dans plusieurs villes. Il faut cependant attendre une donation du roi Louis II en 1874 pour que l'argent nécessaire soit enfin rassemblé. Un peu plus tard dans l'année, les Wagner emménagent à Bayreuth dans une villa que Richard surnomme Wahnfried (« Paix des illusions »).
Le Palais des festivals ouvre ses portes le 13 août 1876, à l'occasion de la représentation de L'Or du Rhin, début d'exécution de trois cycles complets de la Tétralogie. D'illustres invités sont conviés à ce premier festival : l'empereur Guillaume Ier, l'empereur Pierre II du Brésil, le roi Louis II – qui reste incognito –, ainsi que les compositeurs Bruckner, Grieg, Augusta Holmès, Vincent d'Indy, Liszt, Saint-Saëns, Tchaïkovski et Charles-Marie Widor.
D'un point de vue artistique, ce festival est un succès remarquable. Tchaïkovski, qui y a assisté en tant que correspondant russe, écrit : « Ce qui s'est passé à Bayreuth restera dans la mémoire de nos petits-enfants et de leur descendance [réf. nécessaire] ». Financièrement, c'est toutefois un désastre absolu. Wagner doit renoncer à organiser un second festival l'année suivante et tente de réduire le déficit en donnant une série de concerts à Londres.

### Dernières années
En 1877, Wagner s'attelle à son dernier opéra, Parsifal, qu'il finit à Palerme pendant l'hiver 1881-82. Il loge dans la villa des Whitaker, futur Grand Hotel et des Palmes. Pendant la composition, il écrit également une série d'essais sur la religion et l'art.
Il met la dernière main à Parsifal en janvier 1882, et le présente lors du second Festival de Bayreuth. Pendant l'acte III de la seizième et dernière représentation, le 29 août, le chef Hermann Levi est victime d'un malaise. Wagner entre alors discrètement dans la fosse d'orchestre, prend la baguette et dirige l'œuvre jusqu'à son terme[réf. souhaitée].
À la fin de sa vie, Wagner est gravement malade du cœur mais continue de mener ses activités habituelles. Après le Festival de Bayreuth, il se rend à Venise avec sa famille pour y passer l'hiver. Le 13 février 1883, au palais Vendramin, dont il avait pris en location le premier étage mezzanine (étage non noble, 18 pièces), il est emporté par une crise d'angine de poitrine plus violente que celles qu'il avait déjà éprouvées. Sa dépouille est rapatriée en Allemagne, au cours de funérailles grandioses tant à Venise que sur le chemin du retour. Il est inhumé dans les jardins de sa maison Wahnfried, à Bayreuth.

## Œuvres
Richard Wagner laisse un catalogue de 43 œuvres musicales achevées. Une cinquantaine de partitions sont soit perdues (13), esquissées ou inachevées (22), ou sont des arrangements d'œuvres d'autres compositeurs (16). Le reste est constitué, par exemple, de mélodies et de pages d'albums pour piano.

### Opéras
Wagner a composé 14 opéras. On peut schématiquement les séparer en deux groupes : 4 opéras de jeunesse, et 10 opéras de maturité, inscrits au répertoire du festival de Bayreuth.
Parmi les opéras de jeunesse on trouve Die Hochzeit (Les Noces, inachevé et jamais représenté), Die Feen (Les Fées), Das Liebesverbot (La Défense d'aimer) et Rienzi. Ils sont rarement joués.
Puis Wagner écrit ses premiers grands opéras romantiques : Le Vaisseau fantôme (Der fliegende Holländer), Tannhäuser et Lohengrin.
La période suivante voit la composition de Tristan et Isolde (Tristan und Isolde), puis Les Maîtres chanteurs de Nuremberg (Die Meistersinger von Nürnberg).
L'Anneau du Nibelung (Der Ring des Nibelungen), surnommé la Tétralogie, est un ensemble de quatre opéras inspirés des mythologies allemande et scandinave. Ce gigantesque ensemble est écrit et composé sur une longue période de trente ans, débutant avant l'écriture de Tristan et Isolde et finissant en 1874.
Le dernier opéra de Wagner, Parsifal, est une œuvre contemplative tirée de la légende chrétienne du saint Graal.
À travers ses œuvres et ses essais théoriques, Wagner exerça une grande influence dans l'univers de la musique lyrique. Mariant le théâtre et la musique pour créer le « drame musical », il se fit le défenseur d'une conception nouvelle de l'opéra, dans laquelle l'orchestre occupe une place au moins aussi importante que celle des chanteurs. L'expressivité de l'orchestre est accrue par l'emploi de leitmotivs (petits thèmes musicaux d'une grande puissance dramatique qui évoquent un personnage, un élément de l'intrigue, un sentiment…), dont l'évolution et l'enchevêtrement complexe éclairent la progression du drame avec une richesse infinie.
Wagner a écrit lui-même ses livrets, empruntant la plupart de ses arguments à des légendes et mythologies européennes, le plus souvent germaniques, mais parfois indiennes. Par sa lecture de l’Introduction à l’histoire du bouddhisme indien d'Eugène Burnouf, il sera en effet influencé par les légendes bouddhiques et les râgas de la musique classique indienne (ces références sont présentes dans Die Sieger (en), Parsifal). Ses œuvres acquièrent de ce fait une unité profonde ou parfois plus complexe, dans laquelle se rejoignent le bouddhisme, le christianisme, les mythologies païennes, la philosophie et la tradition médiévale.
| Liste des opéras par ordre chronologique |                 |                                                                             |                                                                           |                                                          |                 |
|                                          | WWV             | Titre original                                                              | Titre français                                                            | Création (date)                                          | Création (lieu) |
| Opéras de jeunesse                       | 31              | Die Hochzeit (inachevé)                                                     | Les Noces                                                                 | non représenté                                           |                 |
| Opéras de jeunesse                       | 32              | Die Feen                                                                    | Les Fées                                                                  | 29 juin 1888                                             | Munich          |
| Opéras de jeunesse                       | 38              | Das Liebesverbot                                                            | La Défense d'aimer                                                        | 29 mars 1836                                             | Magdebourg      |
| Opéras de jeunesse                       | 49              | Rienzi                                                                      | id.                                                                       | 20 octobre 1842                                          | Dresde          |
| Opéras principaux                        | 63              | Der fliegende Holländer                                                     | Le Vaisseau fantôme                                                       | 2 janvier 1843                                           | Dresde          |
| Opéras principaux                        | 70              | Tannhäuser                                                                  | id.                                                                       | 19 octobre 1845                                          | Dresde          |
| Opéras principaux                        | 75              | Lohengrin                                                                   | id.                                                                       | 28 août 1850                                             | Weimar          |
| Opéras principaux                        | 90              | Tristan und Isolde                                                          | Tristan et Isolde                                                         | 10 juin 1865                                             | Munich          |
| Opéras principaux                        | 96              | Die Meistersinger von Nürnberg                                              | Les Maîtres chanteurs de Nuremberg                                        | 21 juin 1868                                             | Munich          |
| Opéras principaux                        | 86A 86B 86C 86D | Der Ring des Nibelungen Das Rheingold Die Walküre Siegfried Götterdämmerung | L'Anneau du Nibelung L'Or du Rhin La Walkyrie id. Le Crépuscule des dieux | 22 septembre 1869 26 juin 1870 16 août 1876 17 août 1876 | Munich Bayreuth |
| Opéras principaux                        | 111             | Parsifal                                                                    | id.                                                                       | 26 juillet 1882                                          | Bayreuth        |

#### Extraits orchestraux pour concerts symphoniques
Des extraits des opéras sont fréquemment joués en concert comme des pièces à part entière, dans des versions éventuellement légèrement modifiées. Par exemple :
- certaines ouvertures (Le Vaisseau fantôme, Tannhäuser, Les Maîtres chanteurs de Nuremberg) et certains préludes (Parsifal, préludes des troisièmes actes de Lohengrin, de Tristan et Isolde, et des Maîtres chanteurs de Nuremberg) ;
- Prélude et mort d'Isolde, pièce qui réunit le prélude du premier acte de Tristan et Isolde prolongé par la fin de l'opéra, La Mort d'Isolde, dans laquelle la soprano est remplacée par une instrumentation.
- L'Entrée des dieux dans le Walhalla, à la fin de L'Or du Rhin ;
- La Chevauchée des Walkyries, début du troisième acte de La Walkyrie ;
- L'Adieu de Wotan et l'Incantation du feu, fin de La Walkyrie ;
- Les Murmures de la forêt, extrait du deuxième acte de Siegfried ;
- L'Aube et Le Voyage de Siegfried sur le Rhin, extraits du premier acte du Crépuscule des dieux ;
- La Mort de Siegfried et Marche funèbre de Siegfried, extraits du troisième acte du Crépuscule des Dieux ;
- Scène finale, extrait du Crépuscule des dieux ;
- L'Enchantement du Vendredi-saint, extrait du troisième acte de Parsifal.

### Œuvres non scéniques
À côté de ses opéras, qui constituent l'essentiel de son œuvre musicale, Wagner a écrit un certain nombre de pièces diverses, qui occupent environ cent numéros du catalogue de ses œuvres, le Wagner Werk-Verzeichnis (WWV).

#### Musique orchestrale
- 2 symphonies :
  - Symphonie en ut majeur, écrite à l'âge de 19 ans ;
  - Symphonie en mi majeur, composée en 1834 et restée inachevée.
- Plusieurs ouvertures ;
- Marche impériale (Kaisermarsch), composée en 1871 pour grand orchestre.

#### Piano et musique de chambre
Il a composé un certain nombre de pièces pour piano, parmi lesquelles on peut citer :
- L'ouverture Rule Britannia, composée en 1836 et consistant en la transcription de l'ode en l'honneur de la Grande-Bretagne de Thomas Arne.
- Plusieurs sonates ;
- Élégie en la bémol majeur, longtemps appelée par erreur Thème de Porazzi. Étroitement liée à la composition de Tristan et Isolde, celle de l’Élégie a commencé en 1858, probablement comme esquisse pour Tristan finalement rejetée au bout de huit mesures. En 1882, il se pencha de nouveau sur cette ébauche, la conclut par six mesures nouvelles, et l'offrit ainsi terminée à Cosima. La veille de sa mort à Venise, il la joua encore : ce fut sa dernière expression musicale[47].
- Des transcriptions pour piano d'airs d'opéras à la mode, que Wagner composa lors de son premier séjour à Paris.

Il n'a pratiquement pas abordé la musique de chambre. Citons néanmoins l'Idylle de Siegfried (Siegfried-Idyll), une pièce pour treize instrumentistes écrite pour l'anniversaire de sa seconde femme Cosima. Wagner en écrivit ensuite la version orchestrale, la plus souvent interprétée de nos jours. Ce morceau réunit plusieurs motifs (leitmotive) de Siegfried.

#### Musique vocale
- La Cène des apôtres (Das Liebesmahl der Apostel). Cette pièce pour chœurs d'hommes et orchestre date de début 1843. Au début de l'année, Wagner vient de faire jouer Rienzi à Dresde ; c'est un grand succès. En revanche, Le Vaisseau fantôme a connu un échec cuisant. Élu en début d'année au comité d'une association culturelle de la ville de Dresde, Wagner reçoit une commande qui doit évoquer le thème de la Pentecôte. La première de cette œuvre a lieu à la Dresdner Frauenkirche le 6 juillet 1843, interprétée par une centaine de musiciens et près de 1 200 choristes. Cette interprétation reçoit un accueil chaleureux.
- Die Wesendonck Lieder. Ces chants furent composés pour célébrer l'amour que Richard Wagner portait à Mathilde Wesendonck.
- Quelques lieder avec piano dont un inattendu Mignonne, allons voir si la rose d'après Ronsard.

### Écrits et autres travaux
Wagner est un écrivain extrêmement prolifique. On compte à son actif des centaines de livres, poèmes et articles, en plus de sa volumineuse correspondance. Ses écrits couvrent un large éventail de sujets, comme la politique, la philosophie, ou encore l'analyse de ses propres opéras. Parmi les essais les plus significatifs, on peut citer Oper und Drama (de) (Opéra et Drame, 1851) et Das Kunstwerk der Zukunft (L'Œuvre d'art de l'avenir, 1849). Il a également écrit une autobiographie, Ma vie (1880). Une partie de ces écrits a été traduite et annotée par Christophe Looten dans son ouvrage Dans la tête de Richard Wagner, archéologie d'un génie, Fayard, 2011.
Wagner est à l'origine de plusieurs innovations théâtrales, telles que la conception et la construction du Festspielhaus de Bayreuth, inauguré en 1876. Ce bâtiment à l'acoustique légendaire a été spécialement construit pour y jouer ses propres œuvres. Chaque été, des milliers d'amateurs d'opéra viennent du monde entier assister au célèbre Festival de Bayreuth. Pendant les représentations, le public est plongé dans l'obscurité et l'orchestre joue dans une fosse, hors de la vue des spectateurs.

## Style et apports de Wagner
Dans sa jeunesse, Wagner aurait voulu être Shakespeare avant d'être Beethoven. Wagner était l'auteur de ses livrets d'opéra, cas fort rare dans l'histoire de la musique de scène. Toutefois, Wagner ne souhaitait pas que sa poésie fût appréciée pour elle-même, mais qu'elle soit toujours considérée en relation avec la musique.
Richard Wagner a entièrement transformé la conception de l'opéra à partir de 1850, le concevant non plus comme un divertissement, mais comme une dramaturgie sacrée. Les quatre opéras de L'Anneau du Nibelung illustrent cette réforme wagnérienne à la perfection. Dans la Tétralogie, chaque personnage (l'Anneau y compris) est associé à un thème musical autonome dont les variations indiquent dans quel climat psychologique ce personnage évolue : c'est le fameux « leitmotiv » (en allemand : motif conducteur), procédé préexistant que Wagner a poussé aux limites ultimes de la dramaturgie sonore. Ainsi, lorsque Wotan évoque l'Anneau, les thèmes musicaux associés se mêlent en une nouvelle variation. On peut y voir une manifestation de « l'art total » au travers d'une musique reflétant à la fois les personnages et leurs sentiments, tout en soutenant le chant et soulignant l'action scénique. Mais l'apport de Richard Wagner à la musique sur le plan technique (harmonie et contrepoint) est tout aussi considérable, sinon plus encore. C'est principalement dans son œuvre la plus déterminante à cet égard, à savoir Tristan et Isolde, que Wagner innove de manière radicale. Conçu dans des circonstances psychologiques très particulières, plus rapidement que les autres opéras, Tristan constitue une singularité, et aussi une charnière tant dans l'œuvre de Wagner que dans l'histoire de l'harmonie et du contrepoint.
Certes, comme le dit Wilhelm Furtwängler, il n'est pas dans Tristan un seul accord qui ne puisse être analysé tonalement, et cela a été démontré par le musicologue français Jacques Chailley dans une très précise et très fouillée analyse du fameux « Prélude », où tous les accords et modulations sont ramenés, une fois éliminées les notes de passage, les appoggiatures, les échappées et autres broderies, à des enchaînements harmoniques parfaitement répertoriés. Il s'agissait il est vrai pour Chailley de faire un sort aux analyses qu'il trouvait tendancieuses de Arnold Schönberg et plus tard de Pierre Boulez[réf. nécessaire].
Cela ne retire rien au génie de Wagner, bien au contraire, puisqu'il a su justement faire du neuf avec du vieux : si presque tous ses accords peuvent se retrouver dans les chorals de Johann Sebastian Bach ou chez Wolfgang Amadeus Mozart, leur emploi de manière isolée et expressive est une nouveauté géniale. Ainsi, le célébrissime « accord de Tristan », qui intervient dès les premières mesures du Prélude, peut être interprété de diverses façons, toutes finalement relativement traditionnelles : il s'apparente à un accord de neuvième sans fondamentale, mais on peut aussi l'analyser comme une septième d'espèce, ou encore, voulant échapper à une tradition française ne considérant que la verticalité, comme une sixte augmentée « à la française » avec appoggiature/note de passage du sol# conduisant au la, préparant traditionnellement, depuis le « style classique » du XVIIIe siècle, l'accord de dominante. En effet, chez Wagner, le contrepoint influence l'harmonie et non le contraire, technique germanique qu'il importe de Carl Maria von Weber et surtout de l'abbé Vogler.
Wagner va cependant, avec des audaces moins connues, bien plus loin : résolution d'une neuvième mineure par sa forme majeure, appoggiature de neuvième mineure formant dissonance avec la tierce (formule dont le jazz fait un fréquent usage), emploi simultané d'appoggiatures, broderies et autres notes étrangères amenant aux limites de l'analyse de l'accord réel[réf. nécessaire], etc.
Par ailleurs, l'analyse de Tristan montre l'influence de Bach[réf. nécessaire], notamment de son L'Art de la fugue, dont les formules contrapuntiques se retrouvent dans les enchaînements harmoniques du prélude de Tristan. Bach attaque dans le Contrapunctus IV une neuvième mineure sans préparation (Contrapunctus IV, mesure 79) cent ans avant Tristan. Wagner a certes, peu pratiqué la fugue, mais en réalité les entrées fuguées, camouflées ou non, sont nombreuses dans Tristan, et permettent de plus grandes audaces harmoniques encore que les agrégations harmoniques « inédites ».
Wagner est également réputé pour avoir innové de façon décisive sur le plan de l'orchestration : certes, c'est d'abord son génie proprement musical qui fait vibrer l'orchestre tel que Beethoven le laisse à la fin de sa vie (IXe Symphonie et Missa Solemnis) d'une sonorité jamais entendue jusqu'alors. Wagner doit certaines formules à Gluck, à Beethoven et à Weber, l'ensemble sonnant pourtant… comme du Wagner. Wagner étire en effet des accords sur lesquels ses devanciers ne restent que deux notes, il utilise massivement des combinaisons que Beethoven n'a fait qu'employer une ou deux fois, son emploi des redoublements voire triplements de timbre qu'il reprend de Gluck[réf. nécessaire] et même de Haydn[réf. nécessaire] devient systématique, avec l'effet « magique » bien connu qui souvent se révèle, à la lecture de la partition, obtenu avec une étonnante économie de moyens. L'innovation s'observe également dans son orchestration des mélodies, qui, doublées extensivement, changent imperceptiblement d'un instrument à l'autre, certainement à l'origine de la Klangfarbenmelodie que Schönberg étendra[réf. nécessaire].
Wagner était, il faut l'avoir constamment à l'esprit, un autodidacte qui a toute sa vie acquis du métier en innovant. Comme tous les autodidactes efficaces[précision nécessaire], il a su être très conventionnel à ses débuts afin d'apprendre les ficelles de son art et faire éclore son génie. On a été jusqu'à affirmer que le génie de Wagner venait de ses lacunes mêmes. Et de fait, Wagner n'a jamais réussi à créer de musique de chambre ou de musique instrumentale : ses essais dans ces domaines se sont soldés par de piètres résultats. Seul un motif scénique l'inspirait. Et pourtant, paradoxalement, transcrites pour piano seul ou petit ensemble, ses pages symphoniques de scènes conservent intacte leur magie : mystère insondable de tous les créateurs…
On ne peut négliger ce qui fait encore une spécificité de Wagner, à savoir l'influence considérable qu'il a eue sur ses successeurs, et notamment le plus illustre, Arnold Schönberg. Schönberg, par son génie même, est sans doute le responsable d'un grand malentendu. Seul Schönberg a su à ses débuts pasticher, ou plutôt continuer Wagner, avec un niveau égal de qualité. La poignante Nuit transfigurée, les monumentaux Gurre-Lieder et le génial poème symphonique (dévalué de manière contestable par René Leibowitz) Pelleas und Melisande sont les seuls véritables exemples de continuation, non de Wagner, mais des techniques inventées par lui dans Tristan, avec un génie équivalent à celui du maître. Schönberg en a déduit qu'une tendance évolutive était à l'œuvre dans l'harmonie moderne, et c'est bien Schönberg, mais aussi des compositeurs comme Anton Bruckner, Hugo Wolf, Gustav Mahler et Richard Strauss qui ont cru pouvoir faire progresser une tradition musicale exclusivement germanique, de Wagner vers, en ce qui concerne des compositeurs comme Hauer ou Schönberg, l'atonalité et le dodécaphonisme.
Selon Karol Szymanowski : "Le caractère historiosophique de l’œuvre de Richard Wagner a également trouvé son expression dialectique dans la Naissance de la tragédie de Nietzsche qui est devenue à son tour (jusqu’à l’agacement plus tard de l’auteur lui-même) l’évangile de l’idéologie artistique allemande de la fin du XIX e siècle". Ainsi, cette historiosophie se trouve par exemple dans son ouvrage L'Art et la Révolution (dans lequel il explique son vœu de voir l'entrée des spectacles de théâtre gratuite au public, comme au temps des Grecs), ouvrage où Richard Wagner écrit :

« (...) Nous devons aimer tous les hommes, pour pouvoir nous aimer de nouveau nous-mêmes et retrouver la joie de vivre. »

## L'antisémitisme de Wagner et l'appropriation de sa musique par leIIIeReich
Cet aspect de la personnalité de Wagner a donné lieu à une abondante littérature polémique, largement alimentée tant par la récupération de sa musique par le régime national-socialiste que par l'amitié de l'épouse de son fils Siegfried, Winifred, avec Adolf Hitler.
L'antisémitisme de Wagner épouse les préjugés d'un antijudaïsme très courant au cours du XIXe siècle. Ces thèses étaient combattues : Nietzsche et Liszt, par exemple, se brouillent avec Wagner, en partie pour ses opinions à l'égard des juifs,. L'antijudaïsme était donc un débat central à l'époque, y compris aux yeux mêmes de nombreux intellectuels juifs. Les discussions entre penseurs juifs faisaient rage[réf. nécessaire].
Dans sa prime jeunesse, Wagner n'était pas antisémite, il l'est devenu au fil du temps. Le premier amour de Richard Wagner est une certaine Leah David, une jeune fille juive, fille d'un banquier juif de Leipzig et amie de sa sœur Luise, ainsi que le compositeur en témoigne dans son autobiographie. Lors de son séjour à Paris, de 1840 à 1842, Wagner était en contact avec de nombreux artistes juifs dont le poète Heinrich Heine. Il a notamment bénéficié de l'aide du célèbre musicien Giacomo Meyerbeer, qui lui écrivait des lettres de recommandation. Mais devant l'insuccès de ses œuvres et ses difficultés pécuniaires, Wagner finit par nourrir une rancœur tenace à l'endroit de Meyerbeer[réf. incomplète]. Dans ses conversations, dans ses écrits, Richard Wagner n'a cessé d'émettre des opinions « anti-judaïques », en ce qui le concernait, pas sur des préjugés raciaux mais sur le reproche adressé aux juifs de « demeurer juifs » et donc de n'être pas Allemands, ou de ne pas vouloir le devenir. À Paris, Wagner a pourtant été en contact avec Fromental Halévy[réf. incomplète], dont il a écrit la version piano-chant de La Reine de Chypre et qu'il admirait, qualifiant La Juive et La Reine de Chypre de « monuments qui marqueront dans l'histoire de l'art musical ».
Le premier essai de Wagner, Das Judenthum in der Musik, est publié en 1850 dans la revue Neue Zeitschrift für Musik sous le pseudonyme de « K. Freigedank » (« libre pensée »). Wagner s'est donné pour but d'expliquer la prétendue « aversion populaire » envers la musique des compositeurs juifs tels que Felix Mendelssohn ou Giacomo Meyerbeer. Il écrit notamment que le peuple allemand est « repoussé » par les Juifs en raison « de leur aspect et de leur comportement d'étrangers » ; les Juifs « sont des anomalies de la nature » jasant « de leurs voix grinçantes, couinantes et bourdonnantes ». Wagner allègue que les musiciens juifs, n'étant pas en relation avec l'esprit authentique du peuple allemand, ne peuvent qu'écrire une musique artificielle, sans aucune profondeur, et rabâcher la vraie musique à la manière des perroquets. L'article attire peu l'attention. Cependant, après que Wagner l'a publié de nouveau en 1869 sous la forme d'un pamphlet signé de son véritable nom, de vives protestations s’élèvent dans le public lors d'une représentation des Maîtres chanteurs. Dans l'article de 1850 Wagner va tout de même jusqu'à solliciter des Juifs leur « auto-annihilation » (gommée par la suite au profit « d'auto-résolution ») ; appelant à leur « disparition. » Devenu davantage connu, il édulcore en 1869 l'article initial.
Wagner a également manifesté son antisémitisme dans d'autres essais ; dans Qu'est-ce qui est allemand ? (1879), il écrit, par exemple :

« Les Juifs [tiennent] le travail intellectuel allemand entre leurs mains. Nous pouvons ainsi constater un odieux travestissement de l'esprit allemand, présenté aujourd'hui à ce peuple comme étant sa prétendue ressemblance. Il est à craindre qu'avant longtemps la nation prenne ce simulacre pour le reflet de son image. Alors, quelques-unes des plus belles dispositions de l'espèce humaine s'éteindraient, peut-être à tout jamais. »

Mais, selon Warshaw cet antijudaïsme serait fort différent de l'antisémitisme qui repose sur des distinctions raciales[réf. nécessaire]. Par conséquent, ce serait une injustice, un anachronisme, et une méconnaissance de la réalité objective de confondre l'antijudaïsme tel que le manifestait Wagner comme nombre de ses contemporains, avec l'antisémitisme racialiste des nazis durant le siècle suivant. Wagner préconisait sincèrement l'assimilation des Juifs à la culture germanique[réf. nécessaire], tandis que les nazis n'admettront pas cette assimilation et la combattront systématiquement. Par ailleurs, l'assimilation était aussi un sujet de débat intense entre les intellectuels juifs eux-mêmes.

En dépit de tels écrits, Wagner avait plusieurs amis juifs. Le plus représentatif d'entre eux fut sans doute le chef d'orchestre Hermann Levi, un Juif pratiquant que Wagner choisit pour diriger la première représentation de Parsifal. Le compositeur souhaita d'abord que Levi se fît baptiser, mais il renonça finalement à cette exigence. Cependant, lorsqu'il analyse le détail des péripéties de cette valse-hésitation telles que les rapporte Carl Glasenapp, Theodor W. Adorno, dans son Essai sur Wagner, résume en ces termes cet épisode, qui relevait, selon lui, du côté « démoniaque » de Wagner : 

« Une envie sadique d'humilier [Levi], une humeur conciliante et sentimentale, et surtout la volonté de s'attacher affectivement le maltraité, se réunissent dans la casuistique du comportement de Wagner. » De son côté, Levi maintint toujours ses relations amicales avec Wagner et porta même son cercueil lors de ses funérailles. Un autre de ces amis fut Joseph Rubinstein. »

Notons enfin que l'antijudaïsme de Wagner n'est presque jamais évoqué, dans ses abondants écrits, par son plus fervent admirateur, le viennois Arnold Schoenberg (1874-1951), fils de commerçants juifs convertis, qui allait réembrasser la foi judaïque dans les années 1930.
Après la mort de Wagner à Venise en 1883, Bayreuth allait devenir le lieu de rassemblement d'un groupe antisémite, soutenu par Cosima et formé d'admirateurs zélés du compositeur, notamment du théoricien racialiste Houston Stewart Chamberlain. À la mort de Cosima et de Siegfried en 1930, la responsabilité du festival échoit à la veuve de ce dernier, Winifred, amie personnelle d'Adolf Hitler. Hitler est lui-même un zélateur de Wagner, donnant une lecture national-socialiste aux thèmes germaniques qui jalonnent l'œuvre, visant ainsi à inscrire le maître de Bayreuth dans l'idéologie nazie. Les nazis font un usage courant de sa musique et la jouent lors de leurs grands rassemblements. Il n'est pas le seul compositeur qu'ils voudront « enrôler » : Bruckner, et même Beethoven seront aussi récupérés par le régime.
Pour ces raisons historiques, les œuvres de Wagner continuent à ne pas être représentées, en public, en Israël (largement influencée, à l'origine, par des Juifs d'Europe centrale imprégnés de civilisation germanique), ainsi il n'est pas inscrit dans le répertoire de l'Orchestre philharmonique d'Israël ; cependant, la musique de Wagner est couramment diffusée par des stations de radio et des chaînes de télévision israéliennes, tout comme partout dans le monde. Par contre, jusqu'à présent, toutes les tentatives de représentation publique directe (notamment par le pianiste et chef d'orchestre Daniel Barenboim, qui a dirigé le prélude de Tristan et Isolde à Tel Aviv en 2001), ont déclenché les plus vives protestations, certains auditeurs ayant même quitté la salle. Ce n'est que depuis le début du XXIe siècle que de nombreux Israéliens soutiennent qu'il est possible d'apprécier le génie musical de Wagner, sans que cela implique l'acceptation de ses idées politiques ou sociales. En 2010, un avocat israélien mélomane, Jonathan Livny, fonde une « Société wagnérienne israélienne » afin de mettre fin au boycott de l'œuvre du compositeur dans son pays.

## Postérité
L'éditeur exclusif de Wagner est la maison Schott à Mayence.
Nietzsche, décriant tout ce qu'il pressent de particulièrement dérangeant non tant chez Wagner en soi que chez les admirateurs de Wagner[réf. souhaitée], écrit cependant : 

« J'aime Wagner. »

— Ecce homo, « Pourquoi j'écris de si bons livres, Le Cas Wagner, I »
L'adjectif « wagnérien », dérivé de « Wagner », est entré dans la langue courante depuis 1861, et comme substantif depuis 1873 sous la plume d'Alphonse Daudet dans son recueil Contes du lundi.

## Œuvres musicales inspirées par Wagner
- Franz Liszt
  - Phantasiestück über Motive aus Rienzi (1859)
  - Spinnerlied aus Der fliegende Holländer (1860)
  - Ballade aus Der fliegende Holländer (1872)
  - Ouvertüre zu R. Wagners Tannhäuser (1848)
  - Pilgerchor aus Tannhäuser [deux versions] (1861, 1885)
  - O du mein holder Abendstern aus Tannhäuser (1848)
  - Zwei stücke aus Tannhäuser und Lohengrin (1852)
  - Aus Lohengrin [3 pieces] (1854)
  - Isoldens Liebestod aus Tristan und Isolde (1867)
  - Am stillen Herd aus Die Meistersinger (1871)
  - Walhall aus Der Ring des Nibelungen (1875)
  - Feierlicher Marsch zum heiligen Graal aus Parsifal (1882)
- Gabriel Fauré et André Messager, Souvenirs de Bayreuth - Fantaisie en forme de quadrille sur les thème favoris de l'Anneau des Nibelung de Richard Wagner
- Peter Schickele, Last Tango in Bayreuth pour quatuor de bassons
- Oscar Straus, Die lustigen Nibelungen, opérette burlesque
- Anna Russell, The Ring of the Nibelungs (An Analysis)
- Paul Hindemith, Ouvertüre zum „Fliegenden Holländer“, wie sie eine schlechte Kurkapelle morgens um 7 am Brunnen vom Blatt spielt (littéralement : Ouverture du “Vaisseau Fantôme” comme exécuté par un mauvais orchestre de station thermale à 7 heures du matin à la fontaine du village), fantaisie pour quatuor à cordes
- Johann Nepomuk Nestroy et Karl Binder, Tannhäuser, parodie de l'opéra de Wagner
- Hermann Wollheim, Tannhäuser und die Prügelei auf Wartburg, opéra d'après le livret de Wagner
- Franz Liszt, Paraphrase de concert sur l'Ouverture de Tannhäuser
- Alain Bonardi, Wesendonck-Lieder, Fünf Gedichte von Mathilde Wesendonck, transcription pour voix, quatuor à cordes et piano, Lyon : Symétrie, 2013.

## Œuvres picturales inspirées par Wagner

### Portraits

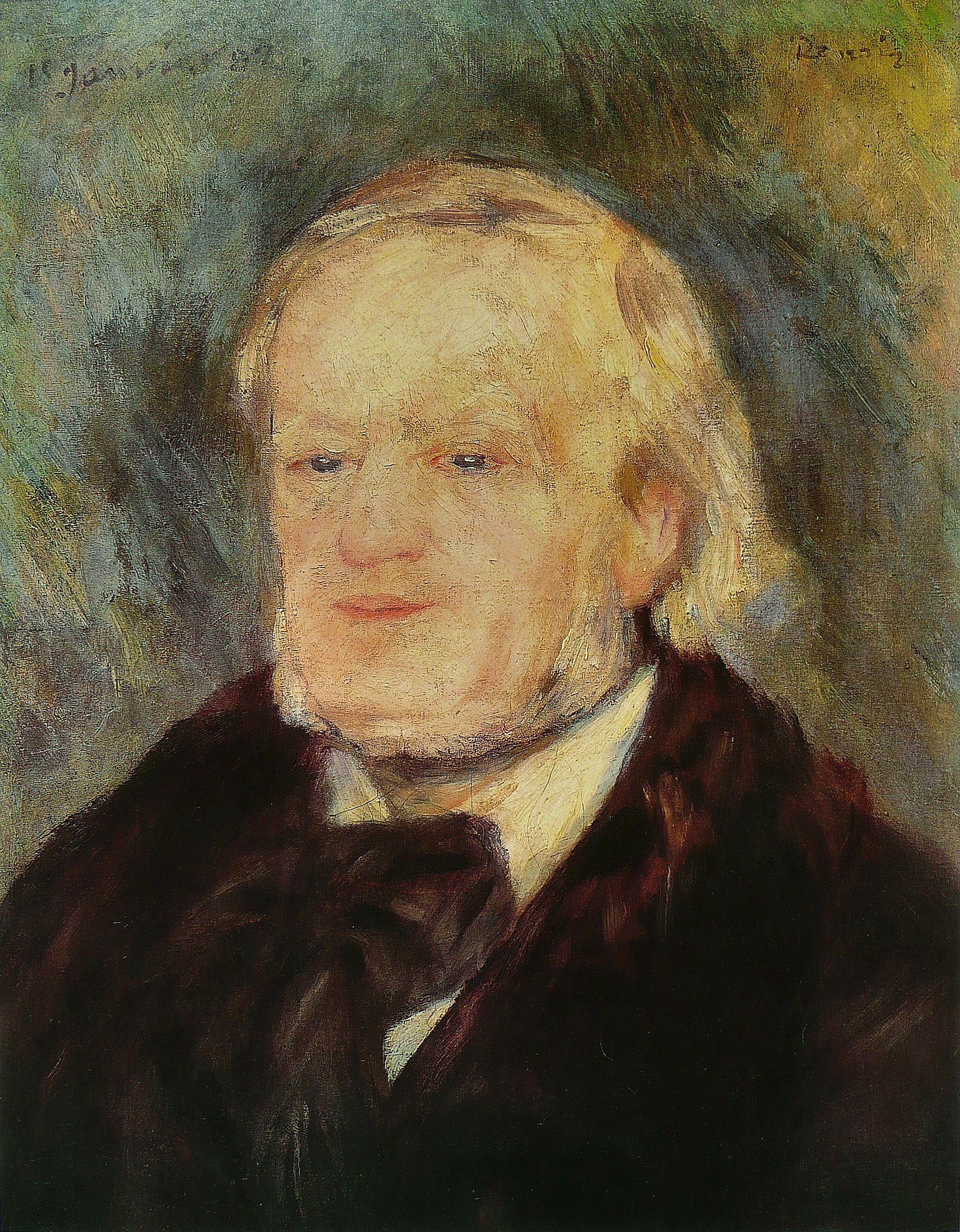
Richard Wagner, Auguste Renoir, 1882.

- Thomas Goller
- Giuseppe Tivoli (vers 1845)
- Auguste Renoir (1882)
- Cäsar Willich (vers 1862)
- Franz von Lenbach (avant 1895)
- Henry de Groux (1907)

### Opéras
- Michaël Echter, le Vaisseau fantôme, Tannhäuser
- Gustave Bourgogne (1888-1968), Parsifal
- Rogelio de Esguquiza (1845-1915), le cycle de Parsifal, Tristan et Isolde
- Arthur Rackham (1867-1939), illustrations pour le Ring ((1910-1911))
- Pablo Picasso, Parsifal (1934)
- Dans le château de Neuschwanstein
  - Joseph Matthäus Aigner : fresques dans le cabinet de travail de Louis II représentant la légende de Tannhaüser et le concours de chant de la Wartburg
  - Wilhelm Hauschild : décoration de la salle du trône et la série d'images de Lohengrin, Sigurd et Gudrun, le Gralswunder
  - August von Heckel : L'Arrivée de Lohengrin à Anvers
  - Josef Munsch : fresques représentant la légende des Niebelungen.

## Richard Wagner au cinéma

### Films sur Richard Wagner
- 1913 : Richard Wagner de Carl Froelich, joué par Giuseppe Becce.
- 1955 : 
  - Louis II de Bavière de Helmut Käutner, joué par Paul Bildt.
  - Feu magique de William Dieterle, joué par Alan Badel.

Les arrangements musicaux sont d'Erich Wolfgang Korngold, qui interprète dans le film le rôle du chef d'orchestre Hans Richter.
- 1960 : Le Bal des adieux de Charles Vidor, joué par Lyndon Brook.
- 1972 : 
  - Ludwig, requiem pour un roi vierge (Ludwig - Requiem für einen jungfräulichen König) de Hans-Jürgen Syberberg
  - Ludwig ou le Crépuscule des dieux (Ludwig) de Luchino Visconti Wagner, interprété par Trevor Howard, y fait jouer la Siegfried Idyll en l'honneur de Cosima.
- 1975 : Lisztomania de Ken Russell, joué par Paul Nicholas.
- 1983 : Wagner de Tony Palmer, joué par Richard Burton.Vaut notamment pour la reconstitution du Ring de Bayreuth en 1876.
- 1987 : Richard et Cosima de Peter Patzak, joué par Otto Sander.
- 2011 : Celles qui aimaient Richard Wagner de Jean-Louis Guillermou.
- 2012 : Ludwig II. de Marie Noëlle et Peter Sehr, joué par Edgar Selge.

### Musique de Wagner
La musique de Wagner a été très utilisée par l'industrie cinématographique, telle l'attaque des hélicoptères rythmée par la Chevauchée des Walkyries dans Apocalypse Now de Francis Ford Coppola (1979), ou le prélude de Lohengrin au son duquel Charlie Chaplin, déguisé en Hitler, joue avec un globe dans Le Dictateur (1940). La Chevauchée des Walkyries accompagne également Marcello Mastroianni dans ses fantasmes lorsqu'il s'imagine coursant et fouettant des femmes dans une ronde infernale, dans Huit et demi de Federico Fellini (1963). On en retrouve également les notes dans La Horde sauvage, thème musical d'Ennio Morricone illustrant la charge de 150 cavaliers sans foi ni loi dans Mon nom est Personne (1973). En 2018, le thème de Tristan et Isolde est utilisé dans l´épilogue de l'adaptation cinématographique de Chien, de Samuel Benchetrit.
1956 : What's Opera, Doc ?, dessin animé réalisé par Chuck Jones, parodie d'opéra de Richard Wagner.
En 1965, Yukio Mishima accomplit le rituel du seppuku aux sons du Liebestod de Tristan et Isolde dans Yūkoku (Patriotisme), film de trente minutes, longtemps interdit à la projection par la veuve de l'écrivain. Ce Liebestod avait déjà été utilisé en 1929 par Luis Buñuel et Salvador Dalí dans Un chien andalou et, un an plus tard, dans L'Âge d'or. C'est la musique de Tristan qui accompagne le traquenard qui conclut La Monstrueuse Parade (Freaks) de Tod Browning (1932) ; elle apparaît aussi dans les arrangements de Bernard Herrmann pour Sueurs froides (1958) et dans The Milkman collector, un sketch des Monty Python. Le prélude de Tristan et Isolde constitue la musique de l'introduction du film Melancholia de Lars von Trier (2011).
Excalibur de John Boorman est rythmé par la musique du Ring, tandis qu'une scène du Nosferatu de Werner Herzog (1979) s'ouvre avec le prélude de L'Or du Rhin que l'on peut entendre aussi dans Le Nouveau Monde de Terrence Malick (2005), ainsi que dans La Belle Captive d'Alain Robbe-Grillet (1983), où il accompagne les scènes où le personnage de Sarah Zeitgeist (interprété par Cyrielle Clair) conduit une moto.
En 2017, dans Alien: Covenant de Ridley Scott, L'entrée des dieux au Valhalla, composante de la scène 4 de L'Or du Rhin, joue un rôle important pour l'un des personnages, David, et donc, ouvre et ferme le film.

### Thèmes de Wagner
Entre autres sources d'inspiration (revendiquée) pour Star Wars de George Lucas figure la Tétralogie : Luke Skywalker et Leia Organa partagent avec Siegmund et Sieglinde la gémellité amoureuse. Leur père, Dark Vador, est proche de Wotan dans sa volonté de pouvoir contrariée par ses propres enfants. Le leitmotiv de Dark Vador évoque celui des Géants et, symboliquement, il est immolé sur un bûcher pour clore le cycle.

### Influence de Wagner
De nombreux musiciens hollywoodiens ont été influencés par Wagner : Erich Wolfgang Korngold, Max Steiner…

## Hommages
Sont notamment nommés en son honneur :
- (3992) Wagner, un astéroïde de la ceinture principale découvert en 1987[66] ;
- Wagner, un cratère de la planète Mercure[67].

#### Sélection de biographies
- Martin Gregor-Dellin, Richard Wagner. Traduit de l'allemand par Odile Demange, Jean-Jacques Becquet, Elisabeth Bouillon et Pierre Cadiot. Fayard 1981, traduction de l'ouvrage allemand: Richard Wagner, sein Leben, sein Werk, sein Jahrhundert, Piper & Co Verlag, Munich et Zurich, 1980.
- Guy de Pourtalès, Wagner, histoire d'un artiste, Gallimard, 1910.
- Adolphe Jullien, Richard Wagner, sa vie et ses œuvres, ouvrage orné de quatorze lithographies originales par M. Fantin-Latour, de quinze portraits de Richard Wagner et de quatre eaux-fortes et de 120 gravures, scènes d'opéras, caricatures, vues de théâtres, autographes, etc., Librairie de l'Art, 1886 ; livre sur IA.
- Pascal Bouteldja, Un patient nommé Wagner, Lyon : Symétrie, 2014, 328 p.  (ISBN 978-2-914373-93-7)

#### Œuvres non musicales de Richard Wagner
Voir la Liste des œuvres en prose de Richard Wagner. On distingue particulièrement :
- Opéra et Drame, Delagrave, Paris, 1910. Exposé des idées de Wagner sur le drame musical.
- Ma vie. Cette autobiographie couvre la période 1813-1864. Il existe deux éditions de la traduction en français :
  - texte français et notes de Martial Hulot avec la collaboration de Christiane et Melchior de Lisle, Paris, éditions Buchet-Chastel, 1978.
  - traduction de Noémi Valentin et Albert Schenk, en 3 vol., Plon, 1911-12 ; traduction revue par Jean-François Candoni, choix, préface, notes et annexes de Jean-François Candoni, « Folio classique » no 5559, Paris, Gallimard, 2013.
- Le Carnet brun - Journal intime (1865-1882), posthume, éd. et trad. fr. Nicolas Crapanne, préf. Jean-François Candoni, Paris, Gallimard, coll. "Hors série Connaissance", 384 p., 2023  (ISBN 978-2072943331)

#### Poèmes d’opéras traduits en français
- Richard Wagner, Lyriques, traduits de l'allemand par Judith Gautier, Louis Pilate de Brinn'Gaubast, Alfred Ernst et Charles Nuitter. Choisis et présentés par Joël Schmidt, Éditions de la Différence, coll. « Orphée », Paris, 1989.
- Richard Wagner, L'Anneau du Nibelung, traduction d'Henri Christophe, Lyon : Symétrie, 2015, 416 p.  (ISBN 978-2-36485-026-2)

#### Correspondance de Richard Wagner
- Anthologie (lettres de 1832 à 1883) : Christophe Looten : Bons baisers de Bayreuth, Fayard, 2013
- Avec Hans von Bülow : Lettres à Hans de Bülow, traduites par Georges Khnopff, les éditions G. Crès et Cie, 1928.
- Avec Judith Gautier : Lettres à J.G., coll. Connaissance de soi, NRF, 1964.
- Avec Joseph Arthur de Gobineau : Correspondance (1880-1882), librairie Nizet, 2001.
- Avec Émile Heckel : Lettres à E.H., coll. « Bibliothèque-Charpentier », Eugène Fasquelle, 1929.
- Avec Franz Liszt : Correspondance R.W. - F.L., coll. « Les Classiques allemands », trad. de L. M. Schmidt et J. Lacant, Gallimard, Paris, 1975 ; nouvelle édition revue et augmentée par Danielle Buschinger, présentée et annotée par Georges Liébert, Gallimard, 2013  (ISBN 978-2-07-077100-4)
- Avec Louis II de Bavière : R.W. et Louis II, Lettres 1864-1883, intod. et choix de Blandine Ollivier, Plon, 1960 ; L'Enchanteur et le Roi des Ombres, choix de lettres traduites et présentées par Blandine Ollivier, Librairie Académique Perrin, 1976  (ISBN 2-262-00046-8).
- Avec Minna Wagner : Lettres de R.W. à M.W., coll. les Classiques allemands, trad. de Maurice Remon, NRF, Gallimard, 1943.
- Avec Mathilde Wesendonk : R.W. à M.W., Journal et lettres (1853-1871), 2 vol., trad. par Georges Khnopff, Alexandre Duncker, éditeur, 1905 ; texte sur wikisource
- Avec Otto Wesendonck (1852-1870) : Lettres à O.W., P., Calmann-Lévy, 1924.
- Avec Charles Nuitter : Correspondance, réunie et annotée par Peter Jost, Romain Feist et Philippe Reynal, Mardaga, avril 2002  (ISBN 9782870097854).
- Lettres françaises de Richard Wagner, Bernard Grasset, 1935.
- Wagner et Liszt (d'après leur correspondance), William Cart, Stalker Éditeur, 2008.
- Avec Friedrich Nietzsche : voir (en) Elizabeth Foerster-Nietzsche (ed. by), The Nietzsche-Wagner Correspondance, with an introduction by H.L. Mencken, London, Duckworth & Co, 1922 ; texte sur IA
- Avec Friedrich Nietzsche : Correspondance Nietzsche - Wagner, traduction par Hans Hildenbrand, présentée par Pierre Héber-Suffrin, Paris, éditions Kimé, 2018.  (ISBN 978-2-84174-877-8)

#### Analyses
- Alain Badiou, Cinq Leçons sur le « cas » Wagner, Paris, Nous, 2010.
- Charles Baudelaire, Naissance de la musique moderne. Richard Wagner et Tannhäuser à Paris, édition établie, annotée et postfacée par Christophe Salaün, Paris, Mille et une nuits, 2013.
- Élisabeth Brisson et René Palacios (coord.), Découvrir Wagner, Paris, Ellipses, 2013.
- Danielle Buschinger, Richard Wagner. L'Opéra d'une vie, Genève, Slatkine, 2012  (ISBN 978-2051024419)
- Docteur Cabanès, Richard Wagner, in : Grands névropathes, tome 1, Paris, Albin Michel, 1930, texte sur wikisource.
- Jean-François Candoni, La genèse du drame musical wagnérien, Berne, Peter Lang, 1998.
- Houston Stewart Chamberlain, Richard Wagner, sa vie et ses œuvres, Paris, Perrin et Cie, 1900 ; texte sur wikisource
- Fanny Chassain-Pichon, De Wagner à Hitler, Portrait en miroir d'une histoire allemande, Passés/Composés/Humensis, mars 2020  (ISBN 978-2-3793-3069-8)
- Patrice Chéreau, Lorsque cinq ans seront passés, Toulouse, Éditions Ombres, coll. « Petite Bibliothèque Ombres », 1994. Patrice Chéreau raconte le travail de sa production devenue emblématique de la Tétralogie du centenaire à Bayreuth, 1976-1980.
- Jacob Katz, Wagner et la question juive, Paris, Hachette, coll. « Essai », 1986, 220 p.
- Frédéric Gagneux, André Suarès et le wagnérisme, Paris, Classiques Garnier, 2009.
- Marc Goldschmit, L'Opéra sans rédemption ou Éros musicien, Aedam Musicae, 2017,  (ISBN 978-2-919046-51-5)
- Jacob Katz, Wagner et la question juive, Hachette, 1986
- Philippe Lacoue-Labarthe, Musica ficta : figures de Wagner, Paris, Christian Bourgois
- Albert Lavignac, Le Voyage artistique à Bayreuth, Paris, Delagrave, 1896. texte éd. 7 (1903 ?) sur wikisource
- Franz Liszt, Lohengrin et Tannhäuser de Richard Wagner, 1851 ; édition Adef-Albatros, 1980 ; texte sur wikisource
- Christophe Looten, L'important, ce sont les petites notes, Paris, Éditions Musica-nova, 2008, 223 p.  (ISBN 978-2-9532-6450-0)
- Christophe Looten, Dans la tête de Richard Wagner, archéologie d'un génie, Fayard, 2011 ; aborde une centaine de sujets (de « atome » à « Wotan » en passant par « musique et gymnastique » ou « Gobineau ») en se fondant sur les Œuvres en prose (retraduites) et le Journal de Cosima  (ISBN 9782213662435)
- Bruno Lussato, avec Marina Niggli, 'Voyage au cœur du Ring. Wagner - L'Anneau du Nibelung, Paris, Fayard, 2005 - en deux volumes : Poème commenté et Encyclopédie
- Thomas Mann, Wagner et notre temps, Paris, Hachette, Pluriel, 1978.
- Jean-François Marquet, Wagner, le crépuscule de la chevalerie, dans Miroirs de l'identité, Paris, Hermann, 1996.
- Jean-Jacques Nattiez, Tétralogies, Wagner, Boulez, Chéreau. Essai sur l'infidélité, Paris, Christian Bourgeois Éditeur, coll. « Musique/Passé/Présent », 1983.
- Jean-Jacques Nattiez, Wagner androgyne, Paris, Christian Bourgois Éditeur, coll. « Musique/Passé/Présent », 1990, 415 p.  (ISBN 2-267-00707-X)
- Jean-Jacques Nattiez, Les Esquisses de Richard Wagner pour « Siegfried’s Tod » (1850), essai de poïétique, Paris : Société française de musicologie, 2004, 160 p.  (ISBN 978-2-85357-013-8)
- Jean-Jacques Nattiez, Analyses et interprétations de la musique. La mélodie du berger dans le Tristan et Isolde de Wagner, Paris, Vrin, coll. « Musicologies », 2013, 400 p.  (ISBN 978-2711625123)
- Jean-Jacques Nattiez, Wagner antisémite, Paris, Christian Bourgois Éditeur, coll. « Musique/Passé/Présent », 2015, 720 p.  (ISBN 978-2-267-02903-1)
- Friedrich Nietzsche, Le Cas Wagner, 1888 ; trad. par Henri Albert, texte sur wikisource.
- Francis Pagnon, En évoquant Wagner : la musique comme mensonge et comme vérité, Paris, éditions Champ libre, 1981  (ISBN 2-85184-130-0)
- William Pesson, Parsifal à Versailles : les architectures inspirées de Louis II de Bavière, Modernes Arcadies, Bruxelles, Archives d'Architecture Moderne et Fondation les Treilles, 2017  (ISBN 2-8714-3327-5)
- Timothée Picard, L'Art total : Grandeur et misère d'une utopie (autour de Wagner), Rennes, Presses universitaires de Rennes, 2006, 464 p.  (ISBN 2-7535-0294-3)
- Timothée Picard, Wagner, une question européenne : Contribution à une étude du wagnérisme, 1860-2004, Rennes, Presses universitaires de Rennes, coll. « Interférences », 2006, 550 p.  (ISBN 2-7535-0302-8)
- Numa Sadoul, 40 ans à l'opéra - Ego-dictionnaire de l'art lyrique, Pietraserena, Ed. Dumane, 710 p. dont 230 consacrées à Wagner. (ISBN 978-2-915-94316-0)
- Marcel Schneider, Wagner, Paris, Seuil, coll. « Solfèges », 1983.
- George Bernard Shaw, Le Parfait Wagnérien, 1898. Traduction en français, Paris, Laffont, coll. « Bouquins », 1994.
- André Suarès, Wagner, Revue d’Art dramatique, 1899 ; réédition Paris, Classiques Garnier, coll. « Bibliothèque de littérature du XXe siècle », 2022.
- Collectif d'auteurs, Richard Wagner, Paris, Hachette, coll. « Génies et Réalités », 1962.
- Pierre-René Serna, L'Anti-Wagner sans peine, PUF, Paris, octobre 2012, 18 × 12,5 cm, 96 pages  (ISBN 978-2-13-060935-3)

#### Dictionnaire encyclopédique
- Timothée Picard (dir.) et al., Dictionnaire encyclopédique Wagner, Arles, Actes Sud, coll. « Musique », Cité de la musique (coédition), 2010, 2 496 p.   (ISBN 978-2742778430)

#### Témoignages directs
- Champfleury, Richard Wagner, A. Bourdilliat et Cie, 1860 ; texte sur Gallica.
- Cosima Wagner, Journal, Paris, Gallimard, Paris, 4 vol.
- Georges Duhamel, La Musique consolatrice, 1944
- Catulle Mendès, Richard Wagner, Paris, Charpentier-Fasquelle, 1909.
- Judith Gautier
  - Richard Wagner et son œuvre poétique depuis Rienzi jusqu'à Parsifal, Charavay Frères, 1882 ; texte sur Gallica. Voir p. 18-64 ;
  - Le Troisième Rang du Collier, Revue de Paris, 1909 ; Juven, 1909 ; texte sur wikisource ;
  - "Les grandes et petites querelles de Richard Wagner", article publié dans Le Temps le 12 février 1914, p. 3-4 ; texte sur Gallica
  - Auprès de Richard Wagner. Souvenirs (1861-1882)[68], Paris, Mercure de France, 2e édition, 1943 ; rééd., Le Castor Astral, présentation et notes de Christophe Looten, 1992  (ISBN 978-2-8592-0203-3).
- Angelo Neumann, Souvenirs sur Richard Wagner, Paris, Calmann-Lévy, 1908.
- Édouard Schuré, Souvenirs sur Richard Wagner, Paris, Perrin et Cie, 1900 ; texte sur IA

#### Témoignages sur la famille Wagner et Bayreuth
- Friedlind Wagner[69] et Page Cooper, Héritage de feu, souvenirs de Bayreuth, Plon, 1947.
- Wolf Siegfried Wagner[70], La Famille Wagner et Bayreuth 1876-1976, Chêne, 1976.
- André Tubeuf, Bayreuth et Wagner, cent ans d'images 1876-1976, Jean-Claude Lattès, 1981.
- Gottfried Wagner[71], L'Héritage Wagner, une autobiographie, NiL éditions, 1998. Traduction du livre Wer nicht mit dem Wolf heult, éditions Kiepenheuer & Witsch, Köln, 1997.

#### Wagner et la France
- Georges Servières, Richard Wagner jugé en France, Librairie Illustrée, 1887 (?). texte sur wikisource
- J.-G. Prod'homme, Richard Wagner et la France, Maurice Senart, 1912. (Texte éd. 1921 sur wikisource)
- Maxime Leroy, Les Premiers Amis français de Wagner, avec huit illustrations hors-texte, Albin Michel, 1925.
- Revue Wagnérienne, 1885-1888.
- Andreas Liess (de), L. van Beethoven und Richard Wagner im Pariser Musikleben, Hoffmann und Campe Verlag Hamburg, 1939
- Martine Kahane et Nicole Wild, Wagner et la France : catalogue d'exposition, Paris, Bibliothèque nationale et Théâtre national de l'Opéra de Paris/Éditions Herscher, 1983, 175 p. (ISBN 2-7335-0059-7, OCLC 11185904, BNF 34745991, lire en ligne)
- Henri de Curzon, L'Œuvre de Richard Wagner à Paris et ses interprètes (1850-1914), Maurice Sénart et Cie, (s.d. = 1920 ?), 92 p. . [lire en ligne]
- Michal Piotr Mrozowicki, Richard Wagner et sa réception en France, Première partie - Le musicien de l'avenir 1813-1883, Presses Universitaires de Gdansk (Wydawnictwo Uniwersytetu Gdanskiego), 2013, 444 p.  (ISBN 978-83-7865-049-2)
- Michal Piotr Mrozowicki, Richard Wagner et sa réception en France, Du ressentiment à l'enthousiame 1883-1893, Symétrie, Lyon, 2016, 2 volumes : 1er volume - La plume, 664 p.  (ISBN 978-23-6485-053-8), 2e volume - La baguette, 577 p.  (ISBN 978-23-6485-054-5)
- Michal Piotr Mrozowicki, Richard Wagner et sa réception en France, vol. 3 La Belle Époque (1893-1914), Symétrie, Lyon, 2020, 512 p.  (ISBN 978-2364850972)
- Michal Piotr Mrozowicki, Richard Wagner et sa réception en France, vol. 4 Chronique d'un nouvel âge d'or (1919-1939), Presses Universitaires de Gdansk (Wydawnictwo Uniwersytetu Gdanskiego), 2023, 600 p.  (ISBN 978-83-8206-533-6)
- Luc-Henri Roger, Les Voyageurs de l'Or du Rhin. La réception française de la création munichoise du Rheingold., BoD, 2019, 404 p.  (ISBN 978-23-2210-232-7)

#### Sources
- Albert Lavignac, Le Voyage artistique à Bayreuth, 1896 ; texte éd. 7 (1903 ?) sur wikisource

### Filmographie et vidéographie (documentaires)
- Richard Wagner et les juifs, réal. Hilan Warshaw, Overtone Film LLC, États-Unis, 2013, 52 min.
- La folie Wagner, réal. Ralf Pleger, Gebrueder beetz Filmproduktion, Allemagne, 2013, 89 min.
- Richard Wagner. Diario veneziano della sinfonia ritrovata, réal. Gianni Di Capua, Kublai Film, Italie, 2013, 52 min.
- Wagner and me[72], réal. Patrick McGrady, avec Stephen Fry, Wavelength Films Production, Royaume-Uni, 2010, 89 min.
- Leuchtende Liebe – lachender Tod. Das Familientheater der Wagners, réal. Oliver Becker, Neue Mira Filmproduktion, 2005, 59 min.

### Théâtre
- La pièce de théâtre L'Entente cordiale[73] d'Olivier Teitgen, recréant la soirée passée entre Berlioz et Wagner à Londres en 1855.

#### L'homme et l'œuvre
- Vie et œuvre de Richard Wagner par Odile Steller - Cercle Richard Wagner de Marseille Provence
- Richard Wagner à Venise par Danielle Carton
- (de) Le site officiel du festival de Bayreuth
- (de) L'autobiographie de Wagner, Mein Leben (« Ma vie »), texte allemand
- (en) Richard Wagner Archive
- (en) « La Musique de Wagner en Israël » (article de la BBC)
- (en) Photo du manuscrit du Chœur des fiançailles
- Sur users.belgacom.net : (en) Traductions en anglais des œuvres en prose de Wagner, (en) L'Œuvre d'art du futur (1849), (en) Le Judaïsme dans la musique (1850), (en) Opéra et Drame (1852), (en) Sur la destination de l'opéra (1871), (en) Qu'est-ce qui est allemand ? (1878)
- « http://lering.operadeparis.fr/lecture/#Visions_du_Ring Le nouveau Ring de l'Opéra de Paris »(Archive.org • Wikiwix • Archive.is • Google • Que faire ?)
- « Wagner et les révolutions » Entretien de Jacques De Decker.

#### Iconographie
- Sur Gallica, très riche iconographie de Richard Wagner et de sa famille, ainsi que d'autres documents relatifs à Wagner.

#### Partitions libres de droits
- Sur (en) www.dlib.indiana.edu, partitions gratuites : Der fliegende Holländer, Lohengrin, Die Meistersinger von Nürnberg, Parsifal, Der Ring des Nibelungen, Tannhäuser, Tristan und Isolde
- « Wagner » (partitions libres de droits), sur l'IMSLP
- WIMA Quelques partitions et arrangements.

#### Pour écouter
- « Portail de la musique contemporaine »(Archive.org • Wikiwix • Archive.is • Google • Que faire ?), sur le Portail de la musique contemporaine — Extraits d’archives sonores d’œuvres de Richard Wagner

#### Notices et ressources
- Notices d'autorité :   - VIAF
  - ISNI
  - BnF (données)
  - IdRef
  - LCCN
  - GND
  - Italie
  - Japon
  - CiNii
  - Espagne
  - Pays-Bas
  - Pologne
  - Israël
  - NUKAT
  - Catalogne
  - Suède
  - Vatican
  - Canada
- Notices dans des dictionnaires ou encyclopédies généralistes :   - Britannica
  - Brockhaus
  - Den Store Danske Encyklopædi
  - Deutsche Biographie
  - Dictionnaire historique de la Suisse
  - E-archiv.li
  - Enciclopedia De Agostini
  - Enciclopédia Itaú Cultural
  - Frankfurter Personenlexikon
  - Gran Enciclopèdia Catalana
  - Hrvatska Enciklopedija
  - Internetowa encyklopedia PWN
  - Larousse
  - Nationalencyklopedin
  - Store norske leksikon
  - Treccani
  - Universalis
- Ressources relatives à la musique :   - International Music Score Library Project
  - AllMusic
  - Bayerisches Musiker-Lexikon Online
  - Carnegie Hall
  - Discography of American Historical Recordings
  - Discogs
  - Grove Music Online
  - Last.fm
  - MGG Online
  - MusicBrainz
  - Musopen
  - Muziekweb
  - Operone
  - Rate Your Music
  - Répertoire international des sources musicales
  - VGMDb
- Ressources relatives aux beaux-arts :   - Académie des arts de Berlin
  - AGORHA
  - Bénézit
  - British Museum
  - Grove Art Online
  - National Portrait Gallery
  - Royal Academy of Arts
  - Union List of Artist Names
- Ressources relatives au spectacle :   - Archives suisses des arts de la scène
  - Les Archives du spectacle
  - Dictionnaire du théâtre en Suisse
  - Internet Broadway Database
  - Kunstenpunt
- Ressources relatives à l'audiovisuel :   - AllMovie
  - Allociné
  - Filmportal
  - France 24
  - IMDb
- Ressources relatives à la recherche :   - Isidore
  - Persée
- Ressource relative à la littérature :   - Internet Speculative Fiction Database
- Ressource relative à plusieurs domaines :   - Radio France
- Ressource relative à la bande dessinée :   - Comic Vine